# Eduardo Amorim
Eduardo Fernandes Amorim, genannt Eduardo, (* 30. November 1950 in Montes Claros) ist ein ehemaliger brasilianischer Fußballspieler und Fußballtrainer. Er gewann in seiner Karriere verschiedene nationale sowie internationale Meisterschaften.
Der Spieler trat hauptsächlich für Cruzeiro EC aus Belo Horizonte und den SC Corinthians aus São Paulo an. Für die Füchse aus Minas Gerais soll er in verschiedenen Wettbewerben 379 Spiele bestritten und 23 Tore erzielt haben. Eduardo war Teil der Mannschaft von Cruzeiro, die im  Finale des Weltpokals 1976 dem FC Bayern München unterlag. Bei den Musketieren aus São Paulo sollen es 336 Spiele und 10 Tore geworden sein.

## Erfolge

### Als Spieler
Cruzeiro
- Copa Libertadores: 1976
- Staatsmeisterschaft von Minas Gerais: 1972, 1973, 1974, 1975, 1977

Corinthians
- Staatsmeisterschaft von São Paulo: 1982, 1983

### Als Trainer
Corinthians
- Staatsmeisterschaft von São Paulo: 1995
- Copa do Brasil: 1995